# Miguel d'Escoto Brockmann
Miguel d'Escoto Brockmann (Los Angeles, 5 febbraio 1933 – Managua, 8 giugno 2017) è stato un presbitero, politico e diplomatico nicaraguense.
Fece parte del governo sandinista tra il 1979 e il 1990. Nel 2008 ha presieduto la sessione annuale dell'Assemblea Generale delle Nazioni Unite.

## Biografia
D'Escoto nacque a Hollywood, figlio dell'ambasciatore nicaraguense negli USA, e fu ordinato prete cattolico per la congregazione di Maryknoll nel 1961. Dopo un master in giornalismo, nel 1970 fu una figura di punta nella fondazione della casa editrice di Maryknoll Orbis Books. 

### Carriera politica
Nell'ottobre 1977 d'Escoto espresse pubblicamente il suo appoggio per il Fronte Sandinista di Liberazione Nazionale insieme a "Los Doce", un gruppo di esponenti autorevoli della Chiesa e della società civile che sottoscrissero una dichiarazione per l'inclusione dei sandinisti nei processi politici nicaraguensi. Dopo la vittoria dei sandinisti nel 1979, d'Escoto fu nominato ministro degli esteri e fece parte del governo guidato da Daniel Ortega dal 1979 al 1990. Papa Giovanni Paolo II ammonì lui e gli altri preti nel governo per essere stati coinvolti in politica, ma padre d'Escoto, che simpatizzava per la teologia della liberazione, non rinunciò al suo impegno nel regime scaturito da "una rivoluzione appoggiata massicciamente dai cristiani". Dal momento quindi che manteneva una carica politica (dunque di parte) fu sospeso a divinis nel 1985, accettando la sanzione con serenità. L'amministrazione di Reagan lo segnalò come un moderato da opporre al regime in Nicaragua.
Dopo la sconfitta dei sandinisti alle elezioni del 1990, d'Escoto guidò il Movimento Comunale, ma si dimise nel dicembre 1991.
Il 4 giugno 2008 d'Escoto fu eletto Presidente dell'Assemblea Generale delle Nazioni Unite per la sua 63ª sessione annuale. Invocò una mobilitazione della società internazionale contro la politica israeliana verso i palestinesi. 
Nel giugno 2010 fu eletto per acclamazione a guidare il Comitato consultivo del Consiglio per i diritti umani delle Nazioni Unite.

### Ritorno alla vita religiosa
Nel 2014 padre d'Escoto ha scritto una lettera al Papa, manifestando il desiderio di «ritornare a celebrare la Santa Eucaristia prima di morire». Considerato che egli ha sempre rispettato la pena subita, ha riconosciuto gli errori commessi ed ha lasciato l'impegno politico diretto, il 1º agosto 2014 Papa Francesco ha acconsentito alla revoca della sospensione a divinis ed ha affidato il sacerdote al superiore generale della Congregazione di Maryknoll affinché lo accompagnasse nel processo di reintegrazione nel ministero sacerdotale. La notizia è stata resa nota quattro giorni dopo.
Il provvedimento non è stato accolto senza polemiche, soprattutto sul presunto pentimento.

## Onorificenze
Mentre era ministro degli esteri ricevette i premi:
- Premio Lenin per la pace per il 1985-1986
- Premio Thomas Merton per il 1987[7]

## Curiosità
- Nel 2009 d'Escoto fu ospite del Festival di Sanremo.